# Bleach
Bleach (ブリーチ, Burīchi,  romanitzat BLEACH al Japó) és una sèrie de manga escrita i dibuixada per Tite Kubo i l'adaptació a l'anime és dirigida per Noriyuki Abe. L'obra està basada en un one-shot que Kubo havia realitzat per a la revista Shōnen Jump després de cancel·lar la publicació del seu primer manga, Zombie Powder. No obstant això, el capítol va ser difós a l'Akamaru Jump, i després va aconseguir ser difós a la Shōnen Jump. La sèrie narra les aventures de l'Ichigo Kurosaki, un adolescent que accidentalment absorbeix els poders d'una shinigami -personificació japonesa del deu de la mort- anomenada Rukia Kuchiki. Quan Ichigo obté aquestes habilitats és obligat a orientar les ànimes bones després de la mort i defensar-les dels hollows, esperits malignes que intenten devorar-les.
El manga va començar a publicar-se l'agost de 2001 per l'editorial Shūeisha a la revista setmanal japonesa Shōnen Jump, revista on encara continua la seva publicació i es compon fins ara per 51 volums en el format tankōbon. Posteriorment, el manga va ser adaptat a una sèrie d'anime produïda pels Studio Pierrot, la qual encara està en curs, ja que s'ajusta a la història original de l'obra. L'anime es va començar a emetre el 5 d'octubre de 2004 al Japó per la cadena televisiva TV Tokyo, i ha arribat als 337 episodis, dividits en quinze sagues incloent els capítols originals de l'anime (capítols que no estan basats en el manga i serveixen per deixar progressar el manga). A més, Bleach ha donat lloc a dos OVAs, quatre pel·lícules d'animació, set musicals de rock, dues novel·les lleugeres, quatre artbooks i nombrosos videojocs. També s'han comercialitzat molts tipus de marxandatge relacionat amb els personatges de la sèrie. La versió en català del manga és publicada per Panini Comics, llicencia que fins a finals de 2012 era en mans de Glénat/EDT.
Tant l'anime com el manga de Bleach han assolit un gran èxit dins i fora del Japó. L'any 2005, el manga va obtenir el premi Shogakukan Manga Award en la categoria shōnen, un dels premis més prestigiosos que es lliura anualment al Japó. Posteriorment, en un rànquing publicat per TV Asahi sobre els cent millors animes del 2006, Bleach va aconseguir el setè lloc. A més a més, el 2008 va ser el cinquè manga més venut al Japó, mentre que el 2009 va ser el tercer, sent només superat per One Piece i Naruto respectivament.
A Catalunya s'ha emès en català al Canal 3XL.

## Argument

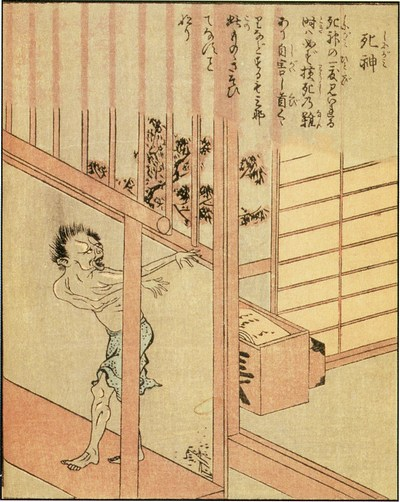
Representació artística d'un shinigami al llibre Ehon Hyaku Monogatari, usat com inspiració per a la creació dels shinigamis de la sèrie.

La sèrie narra les aventures de l'Ichigo Kurosaki, un adolescent que té la facultat d'interaccionar amb els esperits. Una nit, Ichigo es troba amb una shinigami -personificació japonesa del Déu de la mort- anomenada Rukia Kuchiki, que se sorprèn per la seva habilitat per veure-la. No obstant això, la seva conversa és interrompuda per l'aparició d'un hollow, un esperit maligne. Després que Rukia fos greument ferida en tractar de protegir Ichigo, li intenta traspassar part dels seus poders a Ichigo perquè pugui enfrontar-se al hollow en igualtat de condicions. No obstant això, Ichigo sense adonar-se'n els absorbeix gairebé del tot i aconsegueix vèncer amb facilitat a l'esperit. L'endemà, Rukia apareix a la classe d'Ichigo com una humana d'aparença normal, i l'informa que pel fet d'haver absorbit la majoria dels seus poders no pot tornar al seu món fins que els recuperi. Mentrestant, Ichigo acull la Rukia a casa i fa la feina de shinigami, defensant a les ànimes bones dels hollows i orientant-les a la Societat d'Ànimes.
Uns mesos més tard, els superiors de la Societat d'Ànimes s'adonen que la Rukia li havia donat els seus poders a un humà, cosa que està prohibida, així que envien un destacament per arrestar-la i després aplicar-li la pena de mort. Ichigo no va aconseguir evitar la captura de la Rukia, però amb l'ajuda de diversos dels seus amics de classes que també tenen capacitats espirituals, són enviats, a la Societat d'Ànimes pel Kisuke Urahara, que resulta ser un altre excapità. Allà, Ichigo i la resta lluiten contra l'elit militar de shinigamis i finalment aconsegueixen aturar l'execució de Rukia.
És aleshores quan es revela que l'execució de Rukia i l'intent de rescat d'Ichigo van ser manipulats per en Sōsuke Aizen, un shinigami d'alt nivell, que es creia que havia estat assassinat, però resultava ser part del seu pla per poder prendre el control de la Societat d'Ànimes. Aizen traeix els seus companys i aliats shinigami marxant al Hueco Mundo, el lloc on habiten els hollows, convertint-se en el principal antagonista de la sèrie. Així, Ichigo s'alia amb els que eren els seus enemics a la Societat d'Ànimes en adonar-se que tot era una farsa planejada per Aizen. Temps després apareixen nous enemics, els arrencar, una mena d'evolució dels hollows, que són enviats al món humà per Aizen, que pretén destruir la ciutat de Karakura per tal de forjar una clau amb l'energia espiritual que hi ha allà per poder accedir al Rei de la Societat d'Ànimes i tenir el control de tots els mons. Posteriorment, tots els Espada -els arrencar més poderosos- són derrotats, i Ichigo se sotmet a un intens entrenament per tornar-se prou fort com per a lluitar contra l'Aizen.

## Aspectes de la sèrie
La sèrie té lloc en un univers de ficció en el qual els personatges estan dividits en diferents races fictícies. Totes aquestes races són els éssers humans, que en el moment en què van morir, van poder o no descansar en pau. Les ànimes que aconsegueixen descansar en pau són enviades a la Societat d'Ànimes per un shinigami, i allà hi viuen durant molt de temps fins a ressuscitar en un nou cos. Mentre que les que no descansen en pau, són de vegades devorades pels hollows, que després les porten al Hueco Mundo per transformar-les en un d'ells. A més, alguns dels personatges humans de la sèrie tenen habilitats sobrenaturals, ja que tenen un alt nivell de reiatsu (霊 圧) o energia espiritual. Inicialment els amics de l'Ichigo no posseeixen poders, però a mesura que va interaccionant amb ells, van desenvolupant habilitats que ningú més té, i a més a més són diferents dels poders espirituals convencionals.

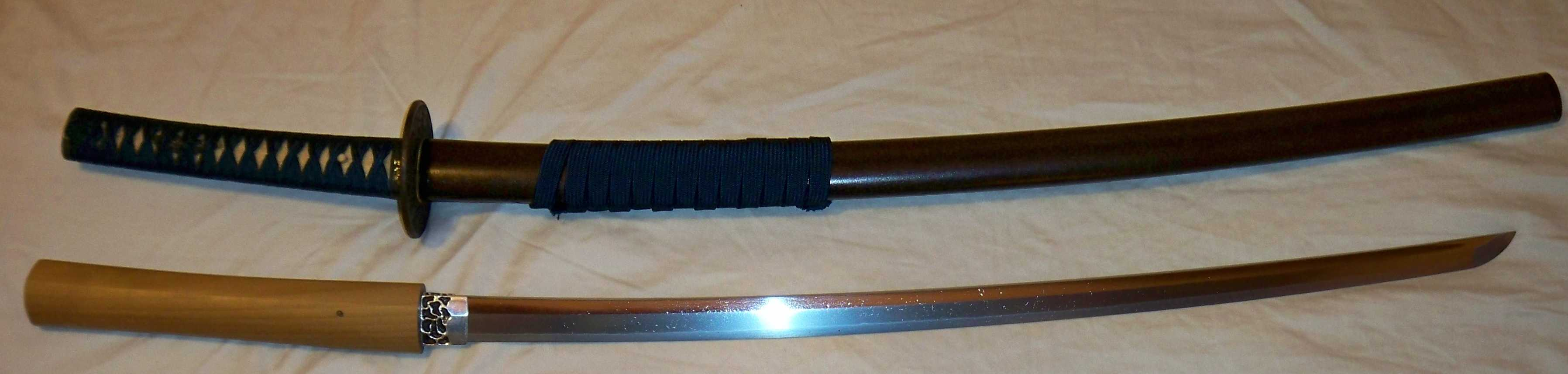
Imatge d'una katana, similar a les zanpakutō utilitzades pels shinigamis de la sèrie.

A Bleach, a més dels éssers humans que són persones normals que no poden veure o interaccionar amb els esperits, hi ha tres tipus de races principals, com els  shinigami (死神, lit. «Déu de la mort»), que s'encarreguen de protegir les ànimes bones dels hollows, i per això fan servir encanteris denominats kidō (鬼 道, lit. «Màgia demoníaca») o utilitzen zanpakutō per purificar i alhora enviar les altres ànimes a descansar en pau;  altres artefactes com els gigai (义 骸, lit. «Esquelet de la justícia»), li permeten als shinigami tenir un cos temporal mentre són al món humà. D'altra banda, els hollows (ホロウ, horo, lit. «Buit») són esperits corromputs que viatgen al món humà per alimentar-se de les ànimes que s'han quedat allà. Més tard, apareixen els arrancars (アランカル, arankaru), que són aquells hollows que han aconseguit treure's part de la seva màscara i d'aquesta manera obtenen poders similars als d'un shinigami. Finalment, hi ha els quincy (灭 却 师, kuinshī, lit. «Destructor ») un clan d'éssers humans que al llarg de molts segles s'han convertit en éssers espirituals per poder defensar-se dels hollows. A més, en el desenvolupament de la sèrie es van revelant nous éssers, un d'ells són els vizard (仮面 の 軍勢, vaizādo, lit. «Soldats emmascarats ») un grup de  shinigami que ha pogut aconseguir els poders d'un hollow, les ànimes modificades (改造 魂魄, kaizen konpaku) que són ànimes artificials creades pels investigadors de la Societat d'Ànimes i els bount (バウント, baunto), un grup d'éssers espirituals que tenen poders especials, tot i que aquests últims van ser inclosos només a l'anime en una "saga de farciment".
D'altra banda, pel fet que són races diferents viuen en mons totalment diferents. Els  éssers humans que apareixen a la sèrie són residents del Japó actual. Mentre que els shinigami habiten al Seireitei (瀞 霊 廷, lit. «Tall de les ànimes pures»), situat al centre de la Societat d'Ànimes (尸 魂 界, Soru Sosaeti), i les ànimes que moren són enviades al Rukongai (流 魂 街, lit. «Ciutat dels esperits vagues»), compost per vuitanta districtes. Els hollows viuen al Hueco Mundo (虚 圏, Weko Mundo), on l'energia espiritual és escassa, per la qual cosa han de viatjar al món humà per alimentar-se. Així mateix, a la sèrie s'han inclòs altres mons, com la Vall dels xiscles i l'Infern, però no se'n sap gaire cosa d'aquests llocs.

## Personatges
La sèrie Bleach té un gran nombre de personatges, dels quals els més destacats són:
- Ichigo Kurosaki (黒 崎 一 护, Kurosaki Ichigo)

És el protagonista de Bleach. Ichigo és un estudiant de preparatòria que té l'habilitat d'interaccionar amb els esperits. Posteriorment, es va veure obligat a convertir-se en un shinigami substitut involuntàriament, ja que va absorbir la major part dels poders d'una altra shinigami anomenada Rukia. Quan es va crear la sèrie de manga, Kubo va comentar que la Rukia Kuchiki havia estat el primer personatge que va idear, però no perquè fos la protagonista de l'obra, així que va dissenyar Ichigo perquè complís aquest rol.
- Rukia Kuchiki (朽木 ルキア, Kuchiki Rukia)

És una shinigami que va ser enviada a la ciutat de Karakura per eliminar tots els hollows d'aquest lloc. Malgrat que la seva aparença física és d'una adolescent, en realitat és deu vegades més gran que Ichigo. Al principi de la història, la Rukia es va veure obligada a transferir els seus poders a Ichigo i per això va assumir un estil de vida temporal com una humana normal, per ensenyar a utilitzar els seus poders de shinigami fins que ella pogués recuperar els seus i així marxar al seu món. Kubo va comentar que la Rukia va ser el primer personatge creat de la sèrie, i va decidir utilitzar el seu disseny per crear els altres shinigami de l'obra.
- Orihime Inoue (井上 织 姫, Inoue Orihime)

És una companya de classes d'Ichigo, vinculada a ell gràcies a la seva amiga Tatsuki Arisawa. És òrfena, i va ser criada pel seu germà gran, en Sora. Malgrat això, en Sora va morir en un accident automobilístic, deixant-la completament sola. Inicialment no tenia poders espirituals, però en el transcurs de la sèrie va desenvolupar la seva consciència espiritual, obtenint així uns poders únics que desconeixia.
- Uryu Ishida (石田 雨 竜, Ishida Uryu)

És un quincy, descendent d'una línia de caçadors de hollows. Al començament de la sèrie tenia certa rivalitat amb els altres personatges principals, ja que tenia un profund rancor cap a tots els shinigami, incloent-hi Ichigo, però amb el transcurs de la història es tornen amics. No obstant això, tot i ser amic d'Ichigo, aquest no pot deixar de competir contra ell.
- Yasutora Sado (茶 渡 泰 虎, Sado Yasutora, també conegut com «Chad»)

És un dels millors amics d'Ichigo a l'escola. Malgrat el seu aspecte imponent, és molt tranquil i es nega a combatre si no és pel bé d'un altre. Al principi, en Chad no podia veure els hollows, però això va canviar quan un grup de nens van ser atacats per un hollow. En aquest moment va descobrir una habilitat única, que consistia en una armadura que enfortia el seu braç dret. Posteriorment, va desenvolupar la capacitat de disparar l'energia pel seu braç i també va descobrir que el seu braç esquerre tenia una capacitat ofensiva de gran abast.

### Terminologia
Bleach se centra en els diferents éssers que posseeixen poder espiritual i deixen al marge els humans. Tot i així, hi ha humans que tenen cert grau de poder espiritual i poden veure i sentir els diferents tipus d'ànimes i passen a tenir un paper important. Alguns humans com els Quincy tenen el poder de, no tan sols sentir els esperits, sinó també combatre'ls.
Els humans són incapaços de sentir esperits però poden guanyar l'habilitat de fer-ho o despertar la seva capacitat latent si passen prou temps prop d'una gran font d'energia espiritual, com en els casos del Chad i l'Orihime, per estar a prop de l'Ichigo. Els esperits, tant els shinigamis com els hollows, estan formats de partícules espirituals amb una anatomia similar a un cos real, incloent-hi els òrgans i la sang.
En les categories en les quals es poden classificar els éssers amb poder espiritual trobem els shinigami, els quincy, hollows, vizards o arrancars entre d'altres.

## Producció
Bleach va ser creat a partir del desig de Kubo de crear un shinigami vestit amb un quimono, i aquesta visualització va servir de base per dissenyar els shinigamis de la sèrie. La història original es va presentar a la revista setmanal Shōnen Jump com un one-shot, poc després que Kubo cancel·lés el seu primer manga, Zombie Powder. Tot i això, el one-shot va ser rebutjat, així que Akira Toriyama -el creador de Bola de Drac - va llegir la història i li va escriure una carta d'ànims a Kubo. Més tard, Bleach va ser publicat a l'Akamaru Jump, i després va ser acceptat per a una publicació a la Shōnen Jump per un breu període, i va ser inicialment destinat a ser una sèrie curta amb una longitud màxima de serialització de cinc anys. Tite Kubo va comentar que les influències per idear els elements de Bleach s'estenien d'altres sèries manga, de la música, de les llengües estrangeres, de l'arquitectura, i del cinema. A més, va atribuir el seu interès en els dibuixos de monstres sobrenaturals de Shigeru Mizuki a la sèrie GeGeGe no Kitaro i de les interessants armadures de batalles fetes per Masami Kurumada a Saint Seiya, ja que eren històries de les quals havia gaudit molt de menut. L'acció, estil i la narració que es troben a la sèrie s'inspiren en les pel·lícules del cinema, encara que Kubo no n'ha destacat cap en particular. El mangaka també va declarar que vol fer de Bleach una experiència que només es pot trobar mitjançant la lectura de manga.
A l'hora d'escriure l'argument o quan apareixien dificultats en la creació d'un nou material, l'autor va comentar que començava pensant en nous personatges, sovint diversos al mateix temps, i rellegint els volums anteriors de Bleach. Va assenyalar a més que li agrada crear personatges que tinguin una aparença externa que no coincideixi amb la seva veritable naturalesa, un element que apareix en molts dels personatges de Bleach, ja que el mangaka se sent «atret per les persones amb aquesta aparent contradicció» i es troba amb «ganes de crear personatges així quan treballa». La terminologia utilitzada a Bleach té una varietat d'inspiracions i cada tipus de personatge té un estil lingüístic diferent, per exemple, la majoria dels noms per designar les zanpakutōs i els encanteris (Kidō) usats pels shinigami s'inspiren en la literatura japonesa antiga. Les tècniques dels quincy són en alemany, com «heißen» que significa «escalfar», mentre que les dels arrancars i els hollows són en castellà, com «resurrección», «hierro», o «sonido». L'autor es va interessar en l'idioma espanyol, ja que, segons ell, el llenguatge sona «fascinant i manejable». En la realització d'escenes de batalles, Kubo va comentar que la seva principal inspiració és la música rock, i a l'hora de triar el millor angle d'una escena, busca que es vegi bé, sigui realista i reflecteixi el major dolor en funció del personatge.

## Manga
El manga de Bleach, que va ser escrit i i·lustrat per Tite Kubo, va serialitzar-se durant quinze anys a la revista Shōnen Jump de Shūeisha. Es va publicar per primera vegada el 7 d'agost de 2001 i va acabar de publicar-se el 22 d'agost de 2016. Va tenir un total de 698 capítols que van ser recopilats en 74 volums tankōbon, publicats entre el 5 de gener de 2002 i el 4 de novembre de 2016.
A Catalunya el manga va arribar en català gràcies a l'editorial Glénat el 20 d'abril de 2007. Aquesta editorial va editar el manga fins al 40è volum el juliol de 2012 (ara amb la marca EDT), ja que va fer fallida. Des d'aleshores Panini Comics la va rellevar, la qual va publicar el 41è volum l'abril de 2013 i va continuar publicant el manga fins al 48è volum, el 24 de maig de 2017, moment en què la sèrie va ser cancel·lada.
El 2005, el manga va obtenir el premi Shōgakukan en la categoria shōnen, un dels premis més prestigiosos que es dona anualment al Japó.
El 2008 va ser el cinquè manga més venut al Japó, sent només superat per les sèries One Piece, Naruto, 20th Century Boys i Katekyō Hitman Reborn!, respectivament, però l'any 2009 va estar en tercera posició. Del primer volum se'n van vendre més d'un milió de còpies. A més a més, durant l'any 2008 es van arribar a vendre 874.153 exemplars del volum 34, convertint-se en el dotzè volum més venut en territori japonès. Els volums 33 i 35 també van estar dins dels vint primers, però no se n'havia venut tants exemplars. En total, el manga havia venut més de 3.161.825 còpies al Japó l'any 2008, convertint-se en la cinquena sèrie més venuda.

## Anime
| Director                          | Noriyuki Abe                  |
| Creador original                  | Tite Kubo                     |
| Composició i guió                 | Masashi Sogo                  |
| Direcció artística                | Natsuko Suzuki Sawako Takagi  |
| Animació i disseny de personatges | Masashi Kudo                  |
| Disseny de color                  | Hideo Kamiya Hiromi Anzai     |
| Edició                            | Junichi Uematsu Taeko Hamauzu |
| Planificació                      | Takashi Harada                |
| Direcció de so                    | Ryo Oyama                     |
| Efectes de so                     | Akiko Mutō                    |
| Gravació                          | Takashi Enomoto               |
| Música                            | Shirō Sagisu                  |

L'anime de Bleach és produït per Studio Pierrot i dirigit per Noriyuki Abe. El primer, es va començar a emetre al Japó el 5 d'octubre de 2004 per la cadena televisiva TV Tokyo, i va acabar el 27 de març de 2012, arribant als 366 episodis, dividits en setze sagues, incloent-hi les sagues de farciment. En un rànquing publicat per TV Asahi sobre els millors cent animes del 2006 d'acord amb una enquesta online, Bleach va aconseguir el setè lloc, mentre que el 2005 havia estat al lloc quaranta-dos. L'any 2007, Bleach va ser nominat al premi nord-americà American Anime Awards. No obstant això, la sèrie no va aconseguir guanyar cap premi.
L'anime de Bleach es va estrenar en català pel Canal 3XL, el 19 de setembre de 2010, i va ser la sèrie amb què es va inaugurar el canal.
Taula amb els canals de televisió de diferents països en els quals s'emet l'anime:
| País            | Canal de televisió | Episodis emesos |
| --------------- | ------------------ | --------------- |
| Japó            | TV Tokyo           | 366             |
| Estats Units    | Cartoon Network    | 366             |
| Catalunya       | TV3 (Canal 3XL)    | 167             |
| França          | MCM                | 366             |
| Espanya         | Cuatro             | 109             |
| Amèrica Llatina | Etc.tv             | 229             |
| Alemanya        | Animax Germany     | 366             |

L'11 d'octubre de 2022 va començar la segona part de l'anime sota el títol Bleach: Thousand-Year Blood War que avarca la part final del manga que no va ser adaptada a la primera part de 'anime, actuant d'aquesta manera com a seqüela directa.

## Pel·lícules
Hi ha quatre pel·lícules de Bleach estrenades, totes dirigides per Noriyuki Abe, el mateix director de la sèrie d'anime. Les pel·lícules no segueixen la història del manga ni de l'anime, sent per tant, completament independents tot i que sí que es poden incloure dins d'un context determinat.
1. «Bleach: Memories of Nobody»: Va ser la primera pel·lícula animada basada en la sèrie Bleach. Va ser estrenada als cinemes japonesos el 16 de desembre de 2006, i la seva versió en DVD va ser difosa el 5 de setembre de 2007. Se situa entre els capítols 106 i 109 de l'anime, quan Ichigo torna de la Societat d'Ànimes per primer cop. La pel·lícula se centra en l'aparició d'un estrany grup d'espectres espirituals que es feien dir «Dark Ones», els quals van ser expulsats de la Societat d'Ànimes i ara volen destruir-la juntament amb el món real.
2. «Bleach: The DiamondDust Rebellion»: És la segona pel·lícula, estrenada el 22 de desembre de 2007. La versió en DVD es va posar a la venda el 3 de setembre de 2008. En aquesta ocasió, un objecte valuós conegut amb el nom del «Segell del Rei» és robat mentre el traslladaven a la Societat d'Ànimes. En Tōshirō Hitsugaya, el capità de la desena divisió, responsable de transportar el segell, lluita contra el líder d'un grup de lladres que roba misteriosament el «Segell del Rei». Això fa que en Hitsugaya sembli el culpable del robatori.
3. «Bleach: Fade to Black - Kimi no na o Yobu»: és la tercera pel·lícula de Bleach que es va estrenar el 13 de desembre del 2008 als cinemes japonesos. La pel·lícula va ser difosa en DVD el 30 de setembre de 2009. El passat de la Rukia es descobreix en aquesta pel·lícula i la «veritat» que hi havia tancada dins dels seus records també.
4. «Bleach: Jigoku-hen»: es va estrenar el 4 de desembre de 2010 i la seva producció va ser supervisada pel mateix creador del manga, Tite Kubo. Al tràiler de la pel·lícula, Ichigo apareix davant de la porta de l'infern, que és el lloc on són enviats els hollows que van cometre malifetes mentre eren éssers humans.
D'altra banda, el març de 2010, Warner Bros. va anunciar que es crearà una adaptació a pel·lícula live-action de la sèrie, la qual seria produïda per Peter Segal i Michael Ewing.

## OVA
Hi han hagut dues OVA's basades en la sèrie aparegudes l'any 2004 i 2005 respectivament. Aquestes són:
1. «Bleach: Memories in the Rain»: És la primera OVA de Bleach. Es va emetre a la Jump Festa 2004 Anime Tour (exposició anual on es publiquen materials inèdits sobre diverses sèries) i després es va editar en DVD. Transcorre entre els capítols 8 i 9 de l'anime. Se centra principalment en els sentiments d'Ichigo amb relació a la mort de la seva mare i és una versió modificada del mateix episodi. Té una durada de 30 minuts.
2. «Bleach: The Sealed Sword Frenzy»: És la segona OVA i es va emetre al Jump Festa 2005 Anime Tour. Se situa després dels episodis 63, 64 i 65. És una història nova, independent del manga, a diferència del primer OVA. Es tracta de l'aparició d'un shinigami malvat anomenat "Baishin", qui havia estat segellat durant molt temps per la Societat d'Ànimes. Ichigo, el Renji i la Rukia, ajudats per altres shinigamis hauran de detenir el malvat Baishin. Aquesta OVA té una durada de 30 minuts.

## Banda sonora
Com tota sèrie d'anime, Bleach té un total de 14 openings i 28 endings. A més a més cada una de les pel·lícules també consta d'un ending. Tots ells són cantats per artistes o grups molt coneguts al Japó com poden ser: UVERworld, YUI, Aqua Timez, Porno Graffitti, Miwa, SID, ViViD o T.M. Revolution entre d'altres.
Actualment s'han publicat onze bandes sonores per l'anime i les pel·lícules. La música ha estat escrita pel compositor Shiro Sagisu. El primer àlbum recopilatori, «Bleach: Original Soundtrack», va ser llançat el 18 de maig de 2005 i contenia vint-i-cinc pistes de so, incloent-hi alguns openings i endings. Va anar seguit pel segon CD, «Bleach: Original Soundtrack II», el qual va ser llançat el 2 d'agost de 2006, amb un total de vint-i-tres pistes. Així mateix, l'àlbum «Bleach: The Best», que contenia les versions completes dels primers quatre openings i els primers vuit endings de la sèrie es va llançar a la venda el 13 de desembre de 2006. El tercer, «Bleach: Original Soundtrack III», va ser llançat el 5 de novembre de 2008 i contenia vint-i-set pistes. Més tard, va sorgir el quart disc, «Bleach: Original Soundtrack IV», que va ser difós el 16 de desembre de 2009 i constava de trenta pistes de so.
A més a més, cada pel·lícula té el seu propi àlbum; «Bleach: Memories of Nobody Soundtrack» va ser llançat el 13 de desembre de 2006, que va ser seguit per «Bleach: The DiamondDust Rebellion Soundtrack», llançat el 19 de gener de 2007. Per la seva banda, «Bleach: Fade to Black - Kimi no na o yobu Soundtrack» va ser llançat el 10 de desembre de 2008, i finalment, «Bleach: Jigoku-hen Soundtrack», que va ser llançat l'1 de desembre de 2010, cada àlbum conté més de vint pistes.
D'altres àlbums com «Bleach: Best Tunes» també han estat llançats en venda, similar a Bleach: The Best, aquest àlbum conté també quatre openings i vuit endings. D'altra banda, vuit "CD drama" han estat produïts per a la sèrie, els quals van ser interpretats per diversos dels seiyū de l'anime. No obstant això, aquests "CD drama" només van ser inclosos com a part dels llançaments en DVD dels episodis de la sèrie. «The Bleach Beat Collections» són àlbums publicats per Sony Music, en els quals també van participar diversos seiyū de l'anime, que van proporcionar informació sobre les personalitats dels personatges que interpreten, així com les seves pròpies personalitats. El primer disc va ser llançat el 22 de juny de 2005, i encara continua publicant-se, havent-hi fins ara vint-i-un volums.

## Musicals
Bleach ha estat adaptat en una sèrie de  musicals de rock produïts conjuntament per Studio Pierrot, i Nelke Planning. S'han produït cinc espectacles musicals basats en la saga del «Shinigami substitut» i la «Societat d'Ànimes », així com un parell més d'actuacions conegudes com a «Bleach: Live bankai Shows» i «Bleach: Live bankai Shows II», encara que aquests dos últims no segueixen la trama de la sèrie. El primer musical de Bleach va ser titulat «Rock Musical Bleach - Saien», i es va dur a terme del 17 al 28 d'agost de 2005, a Shinjuku, Tòquio.
Els musicals van ser dirigits per Takuya Hiramitsu, el guió va ser adaptat per Naoshi Okumura, mentre que la música va ser composta pel dramaturg Shoichi Tama. A més a més, les cançons són totalment originals, de manera que no estan basades en la banda sonora de l'anime. Alguns dels actors que participen en aquests musicals són Tatsuya Isaka, que interpreta l'Ichigo Kurosaki, Miki Sato, que interpreta la Rukia Kuchiki i Eiji Moriyama, que fa el paper d'en Renji Abarai.

## Videojocs
Com en altres sèries, s'han creat nombrosos videojocs de Bleach i aquests han aparegut en diversos tipus de consoles. La història dels videojocs se centra en l'argument original de la sèrie. No obstant això, alguns jocs en difereixen i desenvolupen històries i personatges originals. La majoria dels videojocs són de lluita, encara que també s'han inclòs altres gèneres com videojocs de rol i videojocs d'aventura. Així mateix, tots els jocs que fan servir les consoles Sony han estat desenvolupats per l'empresa Sony Computer Entertainment. Mentre que els jocs de Nintendo i GameCube són desenvolupats per Treasure Co Ltd i distribuïts per Sega.
El primer videojoc de Bleach va ser llançat el 24 de març de 2005 per la consola PlayStation Portable, i va ser titulat «Bleach: Heat the Soul». Tot i que s'han creat més de vint videojocs, la majoria d'aquests només han sortit al Japó, encara que Sega ha llançat els tres primers jocs de Nintendo DS i el primer de la Wii als Estats Units, Europa i Austràlia. A més a més, diversos personatges de Bleach apareixen en els videojocs crossover «Jump Super Stars» i «Jump Ultimate Stars», on lluiten amb una gran quantitat de personatges de manga publicats per la Shōnen Jump.

## Jocs de cartes
L'empresa japonesa Bandai ha produït nombrosos jocs de cartes col·leccionables basats en Bleach, i el primer joc, titulat «Bleach: Soul Card Battle», va sortir a la venda al Japó el 2004. D'altra banda, als Estats Units van ser introduïts per Score Entertainment el maig de 2007. Tot i això, van deixar de difondre l'abril del 2009, just abans del llançament de la seva setena edició, «Bleach Infiltration».
Els jocs de cartes col·leccionables van ser dissenyats per Aik Tongtharadol, i només es podia jugar entre dues persones. El joc consistia en el fet que cada jugador començava amb almenys seixanta-una cartes, i un jugador perdia quan els punts de les seves cartes arribaven a zero. Les cartes dels jocs van ser classificades en tres tipus diferents: de reforç, d'augment d'energia i d'augment de cartes.

## Artbooks i novel·les
Com a part d'una franquícia, també s'han produït uns llibres suplementaris de Bleach, com ara els artbooks, dels quals se n'ha publicat un. L'artbook, titulat «Bleach: All Colour But The Black (Bleach イラスト 集 All Colour But The Black)», va ser llançat el 4 de desembre de 2006 al Japó, i posteriorment va ser difós als Estats Units i Europa. El llibre fa un repàs de tots els personatges de la sèrie que apareixen en els primers dinou volums. A més, inclou alguns comentaris de Tite Kubo, en què el mangaka explica diverses històries per revelar múltiples claus del seu món creatiu.
A més a més, s'han publicat quatre databooks sobre la sèrie. Els dos primers, anomenats «Bleach: Official Character Book Souls» (Bleach - ブリーチ - OFFICIAL CHARACTER BOOK Souls), i «Bleach: Official Animation Book Vibes» (Bleach - ブリーチ - OFFICIAL ANIMATION BOOK Vibes), van ser difosos el 3 de febrer de 2006. El tercer, «Bleach Official Bootleg: KaraBuri +» (Bleach OFFICIAL Bootleg カラブリ +) va ser llançat el 3 d'agost de 2007. A més, una guia de personatges anomenada «Tedious Everyday Tales Colorful Bleach» (徒然日常絵詞 カラフル ブリーチ, Tsuredure Nichijou Ekotoba Karafuru Burīchi) va ser publicada a la revista V Jump, la guia contenia diverses històries curtes sobre els aspectes de ficció de la sèrie. Els OMAKE inclosos en el tercer databook, tenien un estil molt similar als inclosos en el manga, però aquests revelaven més coses de la vida quotidiana dels personatges. Finalment, el quart llibre, «Bleach: Official Character Book 2: MASK» (Bleach-ブリーチ - OFFICIAL CHARACTER BOOK 2), va ser publicat el 4 d'agost de 2010. Aquest llibre revela els detalls dels personatges que van aparèixer cent anys abans de la història de la sèrie.
D'altra banda, l'obra ha estat adaptada a dues novel·les lleugeres escrites i il·lustrades per Tite Kubo i Makoto Matsubara. Les dues novel·les van ser publicades per l'editorial Shūeisha i es basen en l'argument de la sèrie. La primera novel·la, «Bleach: Letters From The Other Side», va ser publicada el 15 de desembre de 2004, mentre que la segona novel·la, «Bleach: The Honey Dish Rhapsody», va ser difosa el 30 d'octubre de 2006.

## Recepció
Tant l'anime com el manga de Bleach han assolit un gran èxit dins i fora del Japó. Del primer volum es van vendre més d'un milió de còpies, i durant el 2008, es van vendre 874.153 exemplars del volum 34, convertint-se en el dotzè volum més ben venut del Japó. Els volums 33 i 35 també van estar dins dels vint primers, però se'n van vendre menys exemplars. En total, el manga ha venut més de 3.161.825 còpies, sent la cinquena sèrie amb les xifres de vendes més altes el 2008. A més, el 2009 va ser considerat el tercer manga més venut, sent només superat per One Piece i Naruto respectivament. El 2005, el manga va obtenir el premi Shōgakukan en la categoria shōnen, un dels premis més prestigiosos, que es lliura anualment al Japó. Als Estats Units, Bleach també va ser nominat al premi American Anime Awards del 2007. No obstant això, la sèrie no va aconseguir cap premi en cap categoria. En un rànquing publicat per TV Asahi dels millors cent animes del 2006, basant-se en una enquesta online al Japó, Bleach va aconseguir el lloc set, mentre que el 2005 va aconseguir el lloc quaranta-dos.
Diverses publicacions de diferents mitjans han servit per elogiar i criticar la sèrie. Deb Aoki d'About.com va considerar Bleach com el millor manga del gènere shōnen del 2007 juntament amb Eyeshield 21, posant-lo a la llista dels millors deu mangas d'aquest gènere, i elogiant «la història, les seqüències d'acció i el gran desenvolupament dels personatges». Tot i això, Jarred Pine -revisor de Mania.com- va criticar la sèrie per estar «plena de personatges estereotipats» i en la seva opinió, l'inici de la sèrie era desagradable, amb batalles mediocres que no cridaven l'atenció del lector i una mala introducció del personatge principal, l'Ichigo Kurosaki, que tenia com a característica el seu desig de protegir els altres. Malgrat això, Pine assenyala que personalment li va encantar la sèrie.
D'altra banda, Carlos Santos Anime News Network, va elogiar l'adaptació de l'anime, i ho va descriure com «un anime increïblement entretingut que t'agafarà i es negarà a deixar-te anar». Maria Lin d'Animefringe va comentar que li van agradar les varietats de personatges. També va elogiar la sèrie per la seva atenció als detalls, l'equilibri de la gravetat i la comèdia. Lin va afegir que «l'anime mereix la seva popularitat. Té alguna cosa per a tots: el sobrenatural, comèdia, acció i una mica de romanç, tot unit amb una excel·lent animació i un so molt entusiasta».
Adam Arseneau de DVD Verdict, va afirmar que Bleach és una «sèrie que millora a mesura que passen els capítols» i els seus personatges estan «sorprenentment ben desenvolupats i dissenyats». Tanmateix, Holly Ellingwood d'Active Anime va elogiar l'anime per la perfecció dels seus gèneres «l'emoció, l'humor i la intriga sobrenatural». Segons la seva opinió, la sèrie «fa un treball meravellós, i no només amb els episodis, sinó també amb els personatges secundaris». A més a més, va afalagar la sèrie pels seus efectes especials, i la seva intrigant trama, «una brillant barreja d'acció, absurda comèdia i personatges captivadors».